# 3656 Хемінгуей
3656 Хемінгуей (3656 Hemingway) — астероїд головного поясу, відкритий 31 серпня 1978 року та названий на честь американського письменника Ернеста Гемінґвей.
Тіссеранів параметр щодо Юпітера — 3,649.